# Даніло Д'Амброзіо
Даніло Д'Амброзіо (італ. Danilo D'Ambrosio, нар. 9 вересня 1988, Неаполь) — італійський футболіст, захисник «Монци».
Виступав, зокрема, за «Торіно», «Інтернаціонале», а також за збірну Італії.

## Клубна кар'єра
Народився 9 вересня 1988 року в місті Неаполь. Вихованець юнацьких команд футбольних клубів «Салернітана» та «Фіорентина». У складі «фіалок» з літа 2007 року навіть перебував у першій команді, проте жодного матчу так і не зіграв.
У дорослому футболі дебютував на початку 2008 року виступами за «Потенцу», в якій до кінця сезону зіграв 10 матчів у Серії C1, третьому за рівнем дивізіоні Італії.
Влітку 2008 року перейшов до іншого клубу третього дивізіону — «Юве Стабія». В першому ж сезоні з командою зайняв передостаннє місце в своїй групі і вилетів в Лега Про Секонда Дівізіоне — четвертий італійський дивізіон, де провів ще півроку.
Своєю грою за останню команду привернув увагу представників тренерського штабу «Торіно», що виступав у Серії В, до складу якого і приєднався на початку 2010 року і дуже швидко став основним гравцем захисту команди. 2012 року разом з командою зайняв 2 місце і вийшов в елітний дивізіон, де й дебютував у сезоні 2012-2013. Всього за клуб в чемпіонаті провів 119 зустрічей, забив 10 голів. 
Наприкінці січня 2014 року підписав контракт на 4,5 роки з міланським «Інтернаціонале». Згодом співпраця захисинка із клубом продовжувалася, і загалом він відіграв за «нераззуррі» 10 сезонів, взявши за цей час участь у 226 матчах в національному чемпіонаті.
У серпні 2023 року досвідчений футболіст на правах вільного агента уклав однорічну угоду з «Монцею».

## Виступи за збірні
2004 року дебютував у складі юнацької збірної Італії, взяв участь у 8 іграх на юнацькому рівні, відзначившись 2 забитими голами.
2010 року залучався до складу молодіжної збірної Італії. На молодіжному рівні зіграв у 3 офіційних матчах.
Протягом 2017–2020 років взяв участь у шести іграх за національну збірну Італії.

## Статистика виступів

### Статистика клубних виступів
Станом на 2 серпня 2023
| Сезон                  | Команда                | Чемпіонат              | Чемпіонат | Чемпіонат | Національний кубок | Національний кубок | Національний кубок | Континентальні кубки | Континентальні кубки | Континентальні кубки | Інші змагання | Інші змагання | Інші змагання | Усього | Усього |
| Сезон                  | Команда                | Ліга                   | Ігор      | Голів     | Ліга               | Ігор               | Голів              | Ліга                 | Ігор                 | Голів                | Ліга          | Ігор          | Голів         | Ігор   | Голів  |
| ---------------------- | ---------------------- | ---------------------- | --------- | --------- | ------------------ | ------------------ | ------------------ | -------------------- | -------------------- | -------------------- | ------------- | ------------- | ------------- | ------ | ------ |
| 2007-08                | «Фіорентина»           | A                      | 0         | 0         | КІ                 | 0                  | 0                  | КУЄФА                | 0                    | 0                    | —             | —             | —             | 0      | 0      |
| 2007-08                | «Потенца»              | C1                     | 10        | 0         | CI-C               | —                  | —                  | —                    | —                    | —                    | —             | —             | —             | 10     | 0      |
| 2008-09                | «Юве Стабія»           | 1Д                     | 30+1      | 1+1       | КІ-ЛП              | 3                  | 0                  | —                    | —                    | —                    | —             | —             | —             | 34     | 2      |
| 2009-10                | «Юве Стабія»           | 2Д                     | 17        | 1         | КІ-ЛП              | 3                  | 0                  | —                    | —                    | —                    | —             | —             | —             | 20     | 1      |
| Усього за «Юве Стабію» | Усього за «Юве Стабію» | Усього за «Юве Стабію» | 58        | 3         |                    | 6                  | 0                  |                      | —                    | —                    |               | —             | —             | 64     | 3      |
| 2009-10                | «Торіно»               | B                      | 19+3      | 1+0       | КІ                 | —                  | —                  | —                    | —                    | —                    | —             | —             | —             | 22     | 1      |
| 2010-11                | «Торіно»               | B                      | 29        | 2         | КІ                 | 1                  | 0                  | —                    | —                    | —                    | —             | —             | —             | 30     | 2      |
| 2011-12                | «Торіно»               | B                      | 26        | 3         | КІ                 | 1                  | 0                  | —                    | —                    | —                    | —             | —             | —             | 27     | 3      |
| 2012-13                | «Торіно»               | A                      | 28        | 2         | КІ                 | 0                  | 0                  | —                    | —                    | —                    | —             | —             | —             | 28     | 2      |
| 2013-14                | «Торіно»               | A                      | 14        | 2         | КІ                 | 1                  | 0                  | —                    | —                    | —                    | —             | —             | —             | 15     | 2      |
| Усього за «Торіно»     | Усього за «Торіно»     | Усього за «Торіно»     | 119       | 10        |                    | 3                  | 0                  |                      | —                    | —                    |               | —             | —             | 122    | 10     |
| 2013-14                | «Інтернаціонале»       | A                      | 11        | 0         | КІ                 | 0                  | 0                  | —                    | —                    | —                    | —             | —             | —             | 11     | 0      |
| 2014-15                | «Інтернаціонале»       | A                      | 23        | 0         | КІ                 | 1                  | 0                  | ЛЄ                   | 8                    | 3                    | -             | -             | -             | 32     | 3      |
| 2015–16                | «Інтернаціонале»       | A                      | 20        | 2         | КІ                 | 3                  | 0                  | -                    | -                    | -                    | -             | -             | -             | 23     | 2      |
| 2016–17                | «Інтернаціонале»       | A                      | 32        | 3         | КІ                 | 2                  | 0                  | ЛЄ                   | 5                    | 0                    | -             | -             | -             | 39     | 3      |
| 2017–18                | «Інтернаціонале»       | A                      | 34        | 2         | КІ                 | 0                  | 0                  | -                    | -                    | -                    | -             | -             | -             | 34     | 2      |
| 2018–19                | «Інтернаціонале»       | A                      | 30        | 2         | КІ                 | 1                  | 0                  | ЛЧ+ЛЄ                | 4+3                  | 0+0                  | -             | -             | -             | 38     | 2      |
| 2019–20                | «Інтернаціонале»       | A                      | 22        | 4         | КІ                 | 1                  | 0                  | ЛЧ+ЛЄ                | 3+6                  | 0+1                  | -             | -             | -             | 32     | 5      |
| 2020–21                | «Інтернаціонале»       | A                      | 19        | 3         | КІ                 | 0                  | 0                  | ЛЧ                   | 5                    | 0                    | -             | -             | -             | 24     | 3      |
| 2021–22                | «Інтернаціонале»       | A                      | 20        | 1         | КІ                 | 4                  | 0                  | ЛЧ                   | 3                    | 0                    | СІ            | 0             | 0             | 27     | 1      |
| 2022–23                | «Інтернаціонале»       | A                      | 15        | 0         | КІ                 | 3                  | 0                  | ЛЧ                   | 6                    | 0                    | СІ            | 0             | 0             | 24     | 0      |
| Усього за «Інтер»      | Усього за «Інтер»      | Усього за «Інтер»      | 226       | 17        |                    | 15                 | 0                  |                      | 43                   | 4                    |               | 0             | 0             | 284    | 21     |
| 2023–24                | «Монца»                | A                      | 1         | 0         | КІ                 | 1                  | 1                  | -                    | -                    | -                    | -             | -             | -             | 2      | 1      |
| Усього за кар'єру      | Усього за кар'єру      | Усього за кар'єру      | 404       | 30        |                    | 25                 | 1                  |                      | 43                   | 4                    |               | 0             | 0             | 472    | 35     |

### Статистика виступів за збірну
| Дата       | Місто     | Господарі  | Результат | Гості      | Турнір                               | Голи | Примітки |
| ---------- | --------- | ---------- | --------- | ---------- | ------------------------------------ | ---- | -------- |
| 28-3-2017  | Амстердам | Нідерланди | 1 – 2     | Італія     | товариський матч                     | -    | 89'      |
| 1-6-2018   | Ніцца     | Франція    | 3 – 1     | Італія     | товариський матч                     | -    | 74'      |
| 12-10-2019 | Рим       | Італія     | 2 – 0     | Греція     | Відбір до ЧЄ 2020                    | -    |          |
| 7-9-2020   | Амстердам | Нідерланди | 0 – 1     | Італія     | Ліга націй УЄФА 2020-2021 - 1-й етап | -    | 23'      |
| 14-10-2020 | Бергамо   | Італія     | 1 – 1     | Нідерланди | Ліга націй УЄФА 2020-2021 - 1-й етап | -    | 80'      |
| 11-11-2020 | Флоренція | Італія     | 4 – 0     | Естонія    | товариський матч                     | -    | 19' 79'  |
| Усього     |           | Матчів     | 6         |            | Голів                                | 0    |          |

| Дата      | Місто    | Господарі            | Результат | Гості  | Турнір                             | Голи | Примітки |
| --------- | -------- | -------------------- | --------- | ------ | ---------------------------------- | ---- | -------- |
| 11-8-2010 | В'яреджо | Італія               | 2 – 2     | Данія  | Товариський матч                   | -    |          |
| 3-9-2010  | Сараєво  | Боснія і Герцеговина | 0 – 1     | Італія | Кваліфікація молодіжного Євро-2011 | -    |          |
| 7-9-2010  | Пескара  | Італія               | 1 – 0     | Уельс  | Кваліфікація молодіжного Євро-2011 | -    |          |
| Усього    |          | Матчів               | 3         |        | Голів                              | 0    |          |

## Титули і досягнення
- Чемпіон Італії (1):

«Інтернаціонале»: 2020–21
- Володар Кубка Італії (2):

«Інтернаціонале»: 2021–22, 2022–23
- Володар Суперкубка Італії (2):

«Інтернаціонале»: 2021, 2022